# Menanga Tengah
Menanga Tengah is een bestuurslaag in het regentschap Ogan Komering Ulu van de provincie Zuid-Sumatra, Indonesië. Menanga Tengah telt 2945 inwoners (volkstelling 2010).